# Бејблејд бурст (1. сезона)
Бејблејд бурст (јап. ベイブレードバースト), познато и као Бејблејд прасак код нас, јапанска је анимирана серија базирана на истоименој манги, и трећа инкарнација франшизе Бејблејд, након Металне фузије. Оригинално се емитовала у Јапану на каналима ТВ Токио и ТВ Осака од 4. априла 2016. до 27. марта 2017. године, са укупно 51 епизодом. 
У Србији, серија се у синхронизованом облику емитовала 2017. године на каналима Ултра, Топ, РТС 2 и Декси Ко. Синхронизацију је радио студио Блухаус. 
Јапанска верзија серије има једну уводну и једну одјавну шпицу. Уводну је отпевао Тацујуки Кобајаши (песма: Burst Finish!), а одјвану бенд Шикламен (песма: Believe). Енглеска верзија користи песму Our Time коју је отпевао Шон Часин. Српска синхронизација користи преведену верзију енглеске шпице, и пева је Марко Марковић.
Бејблејд бурст је прва од седам сезона у „Бурст саги“. Следи је Бејблејд бурст: Еволуција.

## Списак епизода
| Бр. еп. (укупно) | Бр. еп. (у сезони) | Енглески наслов (титл) / Енглески наслов (синхр.) Јапански наслов | Српски наслов                              | Премијера           |
| ---------------- | ------------------ | ----------------------------------------------------------------- | ------------------------------------------ | ------------------- |
| 1                | 1                  | / (行こうぜ!相棒(ヴァルキリー)!!)                                 | Идемо! Валтријек!                          | 4. април 2016.      |
| 2                | 2                  | / (冥界の番犬！ケルベウス！！)                                    | Кербеус: пас чувар подземља!               | 11. април 2016.     |
| 3                | 3                  | / (爆裂!ラッシュシュート!!)                                       | Полетање! Брзо лансирање!                  | 18. април 2016.     |
| 4                | 4                  | / (ベイブレードクラブをつくるぜ!)                                 | Бејблејд клуб: хајде да почнемо!           | 25. април 2016.     |
| 5                | 5                  | / (死神降臨!漆黒のデスサイザー!!)                                 | Улазак у таму! Дарк Думсајзор!             | 2. мај 2016.        |
| 6                | 6                  | / (たえろ!これが特訓だ!!)                                         | Припрема! Стаза судара!                    | 9. мај 2016.        |
| 7                | 7                  | / (超速!フラッシュシュート!!)                                     | Флеш лансирање! То је лудачки брзо!        | 16. мај 2016.       |
| 8                | 8                  | / (強敵!天空のホルスード!!)                                       | Моћни противник! Хајпер Хорусуд!           | 23. мај 2016.       |
| 9                | 9                  | / (立ちはだかる飛竜(ワイバーン)!)                                 | Вајврон на путу!                           | 30. мај 2016.       |
| 10               | 10                 | / (乗り越えろ!相棒（ヴァルキリー）を信じて!!)                     | Преболи то! Веруј у Валтријека!            | 6. јун 2016.        |
| 11               | 11                 | / (絶望のスプリガン)                                              | Спрајзенов очај!                           | 13. јун 2016.       |
| 12               | 12                 | / (驚異のシールドクラッシュ!)                                     | Штит судар напаст!                         | 20. јун 2016.       |
| 13               | 13                 | / (シュウの試練!)                                                 | Шуов тест!                                 | 27. јун 2016.       |
| 14               | 14                 | / (誓いの決勝戦(バトル)!)                                         | Борба коју смо обећали!                    | 4. јул 2016.        |
| 15               | 15                 | / (激闘!ヴァルキリースプリガン!!)                                 | Свирепа борба! Валтријек против Спрајзена! | 11. јул 2016.       |
| 16               | 16                 | / (驚愕!灼炎寺スペシャル!!)                                       | Групна лекција! Шакадера специјал!         | 18. јул 2016.       |
| 17               | 17                 | / (豪傑のエクスカリバー!)                                         | Екстремни Екскалијус!                      | 25. јул 2016.       |
| 18               | 18                 | / (燃えるぜ！チームバトル!!)                                      | Тимска борба! Права лудница!               | 1. август 2016.     |
| 19               | 19                 | / (ラグナルクユニコーン！)                                        | Роктавор против Јуникреста!                | 8. август 2016.     |
| 20               | 20                 | / (繋げろ！チェーンシュート！！)                                  | Сабери се! Ланчано лансирање!              | 15. август 2016.    |
| 21               | 21                 | / (友情のバトル！)                                                | Борба пријатељства!                        | 22. август 2016.    |
| 22               | 22                 | / (ヴァルキリー覚醒！！)                                          | Валтријек се буди!                         | 29. август 2016.    |
| 23               | 23                 | / (孤独のデスサイザー)                                            | Усамљени Думсајзор!                        | 5. септембар 2016.  |
| 24               | 24                 | / (本気(マジ)と全力!!)                                            | Пуном снагом, за стварно!                  | 12. септембар 2016. |
| 25               | 25                 | / (謎のベイブレード仮面!)                                         | Мистериозни маскирани блејдер!             | 19. септембар 2016. |
| 26               | 26                 | / (決めるぜ!全国出場!!)                                           | Урадимо ово!                               | 26. септембар 2016. |
| 27               | 27                 | / (合宿だ!バイキングスタジアム!!)                                 | Тренинг камп! Стадион који гризе!          | 3. октобар 2016.    |
| 28               | 28                 | / (山だ!川だ!嵐の大冒険!!)                                        | Планине! Реке! Огромна олујна авантура!    | 10. октобар 2016.   |
| 29               | 29                 | / (目指すぜ．１！)                                                | Очи на награду!                            | 17. октобар 2016.   |
| 30               | 30                 | / (蛇の翼!ケツァルカトル!!)                                       | Крилата змија! Квецико!                    | 24. октобар 2016.   |
| 31               | 31                 | / (アマテリオスの導き)                                            | Учење легенде!                             | 31. октобар 2016.   |
| 32               | 32                 | / (衝撃のサイクロン!)                                             | Снага циклона!                             | 7. новембар 2016.   |
| 33               | 33                 | / (爆炎!ダブルインパクト!!)                                       | Мега пламен! Дуал сабље!                   | 14. новембар 2016.  |
| 34               | 34                 | / (牙をむくビースツ!)                                             | Звери показују своје очњаке!               | 21. новембар 2016.  |
| 35               | 35                 | / (野獣!ビーストベヒーモス!!)                                     | Примални напад! Бист Бетромот!             | 28. новембар 2016.  |
| 36               | 36                 | / (ライドアウトの脅威!)                                           | Јахачи устају!                             | 5. децембар 2016.   |
| 37               | 37                 | / (オレたちの決勝戦！)                                            | Следећа станица, тимско финале!            | 12. децембар 2016.  |
| 38               | 38                 | / (死闘！ロンギヌスとの戦い！！)                                  | Борба до циља! Лост Луинор!                | 19. децембар 2016.  |
| 39               | 39                 | / (爆裂！デススパイラル！！)                                      | Улазак у вртлог! Изгубљена спирала!        | 26. децембар 2016.  |
| 40               | 40                 | / (とるぜっ！全国一!!)                                            | Све или ништа! Соло наступ!                | 9. јануар 2017.     |
| 41               | 41                 | / (ネプチューンの罠)                                              | Непстријусова замка!                       | 16. јануар 2017.    |
| 42               | 42                 | / (毒蛇!ヨルムンガンド!!)                                         | Џамбо Џормунтор! Змија отровница!          | 23. јануар 2017.    |
| 43               | 43                 | / (疾風のジェットシュート!)                                       | Крилно лансирање!                          | 30. јануар 2017.    |
| 44               | 44                 | / (吠えろ!ビーストバトル!!)                                       | Крик! Борба звери!                         | 6. фебруар 2017.    |
| 45               | 45                 | / (スプリガンワイバーン!)                                         | Спрајзен против Вајврона!                  | 13. фебруар 2017.   |
| 46               | 46                 | / (熱闘!バルトシャカ!!)                                           | Борба за врх! Валт против Ксандера!        | 20. фебруар 2017.   |
| 47               | 47                 | / (スター☆バトル!!)                                               | Борба звезда!                              | 27. фебруар 2017.   |
| 48               | 48                 | / (爆転爆走!!)                                                    | Полуфинала! Спин против Брзине!            | 6. март 2017.       |
| 49               | 49                 | / (四転皇!ルイシュウ!!)                                           | Стари ривали! Луи против Шуа!              | 13. март 2017.      |
| 50               | 50                 | / (倒すぜ!絶対王者!!)                                             | Свргавање краља!                           | 20. март 2017.      |
| 51               | 51                 | / (決めろ! ヴァルキリー!!)                                        | Коначни обрачун! Виктори Валтријек!        | 27. март 2017.      |